# Adam Wood
Adam Kenneth Compton Wood, né le 13 mars 1955, est lieutenant-gouverneur de l'île de Man de 2011 à 2016. Après avoir été nommé par la reine Élisabeth II le 16 novembre 2010, il prend officiellement ses fonctions lors d'une cérémonie à Château-Rushen (île de Man), le 7 avril 2011. Bien qu'officiellement nommé par la reine, il est le premier lieutenant-gouverneur choisi préalablement par un vote de représentants locaux mannois. Cette disposition inédite jusqu'alors est annoncée pour la première fois en juillet 2010 par le ministre principal de l'île de Man, Tony Brown.
Adam Wood était auparavant membre du service diplomatique britannique puis directeur pour l'Afrique au Foreign and Commonwealth Office.
Sa fonction expirant en avril 2016, Sir Richard Gozney lui succède.

## Biographie
Adam Wood fait ses études à la Royal Grammar School (en) de High Wycombe (Buckinghamshire) et est diplômé de l'Oriel College (université d'Oxford) en 1977. Après ses études, il entreprend une carrière dans le développement international et la diplomatie.

### Lieutenant-gouverneur de l'île de Man
La nomination d'Adam Wood intervient à un moment où des groupes nationalistes mannois s'interrogent sur la nécessité d'avoir sur l'île un représentant de la Couronne britannique en la personne d'un lieutenant-gouverneur. Wood défend sa position en la considérant « pertinente » et « mise au service des Mannois ». Une de ses premières interventions consiste en un discours prononcé le 14 septembre 2011 devant l'Association des Nations unies à l'île de Man (UNA) sur ses fonctions lorsqu'il était haut-commissaire au Kenya.
Un mois plus tard, il nomme Allan Bell Ministre en chef de l'île de Man après que celui-ci a été élu par le Tynwald, le parlement de l'île.